# Dórosz
Dórosz (Δῶρος) görög mitológiai szereplő, Hellén fia, a mítosz szerint a dórok alapító névadója.

## A mítoszokban
Pszeudo-Apollodórosz Bibliothékája szerint Hellén és egy Orszéisz nevű nimfa fia („Helléntől, a háborút kedvelő királytól származott Dórosz és Xuthosz és Aiolosz, ki szerette a lovakat.”) A Hésziodosznak tulajdonított Asszonykatalógus 9. töredéke szerint, amely szintén a Bibliothékában maradt fenn, Dórosz Apolló és Phthia fia, a mitológiai Xanthippé apja. Megint másik feljegyzés szerint Dórosz nem Hellén fia, hanem unokája, Xuthosz és Kreusza fia.
Hellén három fia a három legfontosabb görög törzs egyik alapítója lett: Aiolosz az aioloké, Dórosz a dóroké, Xuthosz pedig az akhájoké és a iónoké (fia, Akhaeusz és fogadott fia, Ión által, utóbbi Apolló isten fia). A Bibliothéka szerint „Dórosz elfoglalta az országot a peloponnésziak elől, és a telepeseket saját maga után dóroknak nevezte el.” Dóroszt Ápisz argoszi király ölte meg, amikor megpróbálta elfoglalni a Peloponnészoszt. Kerényi Károly a Bibliothéka alapján leírta, hogy a dórok szerint Héraklész háromszor segített legrégebbi királyukon, Aigimioszon, „aki alatt még nem vándoroltak be a Peloponnészoszra”.

## Háttere
Dórosz nevét visszamenőleg alkották a dór törzs nevéből. Minden törzsi eredetmítoszban szerepel egy ős, akinek a neve megegyezik a törzsével, hasonló ősöket a legkorábbi időktől a római korig tiszteltek. A dórok által elfoglalt egyik területen, Püloszban talált, lineáris B írású táblákon előfordul a Dōrieus név részes esetű alakja, a do-ri-je-we, *Dōriēwei. Nem tudni, volt-e köze a dór népnévhez.
Szicíliai Diodórosz  Dórosz alakjával magyarázta, miért voltak Kréta szigetén kevert lakosságú dór városok: „A harmadik nép [az eteokrétaiak és a pelaszgok után], akik átkeltek a szigetre, úgy tudni, a dórok voltak, Dórosz fia, Tektamosz vezetése alatt, és a feljegyzés úgy tartja, ezeknek a dóroknak nagy része az Olümposz környéki vidékről gyűlt össze, egy másik részük azonban lakóniai akhájokból állt, mivel Dórosz expedíciója a Malea-fok vidékéről indult ki. A negyedik népcsoport pedig, amelyik Krétára érkezett és keveredett a krétaiakkal, úgy tudni, hogy barbárok vegyes csoportja volt, akik idővel átvették az őslakos görögök nyelvét.”